# Tillandsia 'Coconut Ice'
Tillandsia 'Coconut Ice' es un  cultivar híbrido del género Tillandsia perteneciente a la familia  Bromeliaceae.
Es un híbrido creado en  el año 1997 con las especies Tillandsia tenuifolia × Tillandsia  stricta.